# بهات
ال بهات یک منطقهٔ مسکونی در اردن است که در استان عمان واقع شده‌است.